# Hold Me Tight
«Hold Me Tight» (рус. Обними меня покрепче) — песня группы «Битлз», вошедшая в альбом With the Beatles. Изначально песня записывалась ещё для альбома Please Please Me, но в итоге не была для него отобрана; при работе над вторым альбомом группа записала песню заново.

## История песни
Композиция была написана большей частью Полом Маккартни в 1961 году, до 1963 года песня была частью концертного репертуара группы. Изначально группа хотела включить эту песню в свой дебютный альбом Please Please Me: во время студийной работы над этим альбомом 11 февраля 1963 года было записано 13 дублей песни (из которых лишь 2 были полными), однако позже включение данной песни в альбом было сочтено излишним, из-за чего все тогдашние записи были уничтожены.
12 сентября, во время студийной работы над вторым альбомом группы, With The Beatles, было записано 9 дублей песни, финальная версия является комбинацией из шестого и девятого дубля; при микшировании скорость воспроизведения была несколько увеличена, чтобы добиться звучания на полтона выше.
И Маккартни, и Леннон в разное время отмечали, что эта песня им не нравилась. Например, в интервью для книги «The Beatles Recording Sessions» Маккартни сказал следующее: «Об этой песне я помню немногое. Отдельные песни были просто „рабочими“, и о них мало что вспомнишь. Эта — одна из подобных». В другой раз Маккартни назвал эту песню «неудавшейся попыткой создать сингл, из которой позже вышел приемлемый наполнитель для альбома». Джон Леннон отзывался об этой песне так: «Она — Пола… Довольно слабенькая песня, которая меня никогда особо не интересовала».
Запись песни изобилует небольшими техническими огрехами, что позволяет думать о том, что и во время работы в студии группа не отнеслась к песне достаточно серьёзно. В своей книге «The Beatles: An Illustrated Record» музыкальные критики Рой Карр и Тони Тайлер отозвались об этой песне как о «худшей во всём альбоме», отмечая, что «Маккартни в ней поёт фальшиво». В то же время критик Иэн Макдональд отзывается о ней положительно, замечая: «Сыграйте её громко, с усиленным басом, и вы получите потрясающую подвижную рок-композицию, весьма похожую на живой звук группы».
Впоследствии Маккартни написал ещё одну песню с таким же названием для попурри, включённого в его сольный альбом Red Rose Speedway.
В записи участвовали:
- Пол Маккартни — вокал, бас-гитара, хлопки
- Джон Леннон — подголоски, ритм-гитара, хлопки
- Джордж Харрисон — подголоски, соло-гитара, хлопки
- Ринго Старр — ударные, хлопки

## Кавер-версии
Имеется несколько кавер-версий этой песни:
- Группа The Treasures (продюсированная Филом Спектором) записала свою версию для сингла в 1964 году.
- Британская группа Stackridge включили кавер-версию этой песни в свой альбом Mr Mick (1976).
- В фильме «Через Вселенную» эта песня звучит в исполнении Эван Рэйчел Вуд.